# Усков, Владимир Викторович
Владимир Викторович Уско́в (1907 — 1980) — советский театральный актёр и педагог, народный артист РСФСР.

## Биография
Родился 21 июня (4) июля 1907 года в Санкт-Петербурге. В 1915—1917 годах учился в Петроградской частной гимназии Я. Г. Гуревича. В 1918—1924 годах в Петроградской советской единой трудовой школе № 16. В 1923 году начал театральную деятельность в Петроградском передвижном театре «Первая ласточка». В 1923—1925 годах учился в театре-студии при Губпрофсовете под руководством А. Н. Морозова.
В 1928—1930 годах учился в Ленинградском техникуме сценических искусств (мастерская Л. С. Вивьена и В. В. Сладкопевцева). 
До 1930-х выступал в эстрадных и драматических коллективах, в оперетте. В 1930—1935 годах играл в БДТ имени М. Горького. В 1935—1937 годах выступал в Ростовском театре драмы имени М. Горького и преподавал в Ростовском театральном техникуме. В 1937—1941 годах работал в Новом ТЮЗе. В 1933—1935 и 1937—1941 годах преподавал в Ленинградском государственном театральном институте имени А. Н. Островского.
В годы Великой Отечественной войны служил в Ленинградском театре народного ополчения, где сыграл роли Глобы («Русские люди») и Ивана Горлова («Фронт»).
В 1943—1948 годах был актёром Ленинградского драматического театра.
С 1948 до конца 1970-х годов работал в Ленинградском театре комедии.
Умер 28 сентября 1980 года. Похоронен в Ленинграде на Серафимовском кладбище.

## Награды и премии
- медаль «За оборону Ленинграда» (1943).
- медаль «За победу над Германией в Великой Отечественной войне 1941—1945 гг.» (1945).
- медаль «За доблестный труд в Великой Отечественной войне 1941—1945 гг.» (1946).
- орден Красной Звезды (1945).
- заслуженный артист РСФСР (3.6.1954).
- народный артист РСФСР (22.6.1957).

## Работы в театре

### Актёр
- «Мой друг» Н. Ф. Погодина — Граммофонов
- «Егор Булычов и другие» М. Горького — Мокроусов
- «Интервенция» Л. И. Славина — Филька-анархист
- 1937 — «Третья верста» Д. Дэля — Арзамасов
- 1938 — «Первая вахта» В. С. Вальде — Горявин
- 1938 — «Борис Годунов» А. С. Пушкина — Варлаам и Гаврила Пушкин
- «Софья Ковалевская» братьев Тур — Иван Платонович Левкоев
- «Дон Жуан, или Каменный пир» Мольера — Сганарель
- «Бешеные деньги» А. Н. Островского — Савва Геннадьевич Васильков
- «Обыкновенное чудо» Е. Л. Шварца — Министр-администратор
- «Воскресенье в понедельник» В. А. Дыховичного и М. Р. Слободского — Петухов
- «Лев Гурыч Синичкин» А. Бонди по водевилю Д. Т. Ленского — граф Зефиров
- «Сын Рыбакова» В. М. Гусева — комбриг
- «Новые времена» Г. Д. Мдивани — колхозный вожак Агафонов
- «Свадьба Кречинского» А. В. Сухово-Кобылина — Пётр Константинович Муромский
- «Четверо под одной крышей» М. Смирновой и М. Крайндель — профессор Барышников
- «Мёртвые души» Н. В. Гоголя — Ноздрёв
- «Опасный поворот» Дж. Б. Пристли — Чарльз
- 1977 — «Сваха» Т. Уайлдера — Горас Вандергейлдер
- «Кресло № 16» Д. Угрюмова, директор театра
- «Раки» С. В. Михалкова — Ленский
- «Дело» А. В. Сухово-Кобылина — Важное лицо
- «Гибель Помпеева» Н. Е. Вирты — Помпеев

### Постановщик
- Вечер водевилей: «Утка и стакан воды». «Наглядное обучение» (19 января 1944)

## Фильмография

### Телеспектакли
- 1956 — Софья Ковалевская (телеспектакль) — академик Иван Платонович Левкоев
- 1963 — Кюхля (телеспектакль) — Шульгин
- 1964 — Чайка (телеспектакль) — Илья Афанасьевич Шамраев
- 1964 — Мильон терзаний (телеспектакль, 1964)
- 1968 — Ать-два... и в дамки! (телеспектакль) — Омар Комикс
- 1968 — Пер Гюнт (телеспектакль) — Доврский дед
- 1968 — Последние дни (телеспектакль) — Салтыков

### Озвучивание
- 1957 — Швейк на фронте — Балоун (роль Милана Неделы)